# لانترنه (پاستا)
لانترنه نوعی پاستا است.
لانترنه دارای برآمدگی‌های عمیق هستند و به شکل فانوس منحنی هستند.